# Stiftung Bayerische Gedenkstätten
Die Stiftung Bayerische Gedenkstätten ist eine Stiftung des öffentlichen Rechts mit Sitz in München. Sie wurde am 1. Januar 2003 durch den Freistaat Bayern gegründet. Die Stiftung ist Trägerin der KZ-Gedenkstätte Dachau und der KZ-Gedenkstätte Flossenbürg, die zu den bedeutendsten KZ-Gedenkstätten in Deutschland zählen. Darüber hinaus verantwortet die Stiftung weitere Gedenkorte an KZ-Friedhöfen und ehemaligen Außenlagerstandorten in Bayern.
Die ehemaligen Lager sind steinerne Zeugen und Beweise der NS-Verbrechen und zählen zum materiellen kulturellen Erbe Bayerns.

## Stiftungszweck
Der Zweck der Stiftung Bayerische Gedenkstätten ist es, die Gedenkstätten als Zeugen für die Verbrechen des Nationalsozialismus zu erhalten. Sie dienen als Orte der Erinnerung an die Leiden der Opfer und als Lernorte für künftige Generationen. Die Stiftung unterstützt die geschichtliche Forschung und trägt dazu bei, dass das Wissen über das historische Geschehen im Bewusstsein der Menschen wachgehalten wird.

„Zweck der Stiftung ist es, die Gedenkstätten als Zeugen für die Verbrechen des Nationalsozialismus, als Orte der Erinnerung an die Leiden der Opfer und als Lernorte für künftige Generationen zu erhalten und zu gestalten, die darauf bezogene geschichtliche Forschung zu unterstützen und dazu beizutragen, dass das Wissen über das historische Geschehen im Bewusstsein der Menschen wachgehalten und weitergetragen wird.“

## Gedenkstätten
| Bild                        | Name                        | Eröffnung | Stadt       | Besucher pro Jahr |
| --------------------------- | --------------------------- | --------- | ----------- | ----------------- |
| KZ-Gedenkstätte Dachau      | KZ-Gedenkstätte Dachau      | 1965      | Dachau      | –                 |
| KZ-Gedenkstätte Flossenbürg | KZ-Gedenkstätte Flossenbürg | 2007      | Flossenbürg | –                 |

Seit 2013 ist die Stiftung auch für 75 KZ-Friedhöfe in Bayern verantwortlich.

## Organisation
Die Arbeit der Stiftung Bayerische Gedenkstätten wird von drei Gremien begleitet. Diese spiegeln die Bandbreite engagierter Institutionen und Verbände Bayerns wider, die sich der Erinnerungskultur verpflichtet fühlen.
- Stiftungsrat: Der Stiftungsrat besteht aus dreizehn Mitgliedern aus verschiedenen Bereichen der Landes- und Kommunalpolitik sowie aus Vertretern von Kirchen und Opfergruppen. Dazu gehören Vertreter der Bayerischen Staatsregierung, des Bayerischen Landtages, der Bundesrepublik Deutschland, der Gemeinden Dachau und Flossenbürg, der evangelischen und katholischen Kirche, der israelitischen Kultusgemeinden in Bayern sowie Opfervertretungen (z. B. das Comité International de Dachau). Den Vorsitz führt die jeweilige bayerische Kultusministerin bzw. der jeweilige bayerische Kultusminister.

- Kuratorium: Das Kuratorium hat eine beratende Funktion und wirkt an wichtigen Entscheidungen mit. Es besteht aus bis zu fünfzehn Persönlichkeiten, die vom Stiftungsrat für vier Jahre berufen werden. Dazu gehören Vertreter von Überlebendenvertretungen und gesellschaftlichen Organisationen wie dem Bayerischen Jugendring und dem Verband Deutscher Sinti und Roma, Landesverband Bayern e. V.
- Wissenschaftlicher Beirat: Dieser Beirat besteht aus bis zu sieben nationalen und internationalen Sachverständigen, die der Stiftung mit Empfehlungen und Gutachten beratend zur Seite stehen. Der Stiftungsrat beruft die Mitglieder für vier Jahre.

## Geschichte
Die Gründung der Stiftung basiert auf der Überzeugung, dass die Erinnerung an das Unrecht des Nationalsozialismus eine gesamtgesellschaftliche Verantwortung ist. Die Stiftung Bayerische Gedenkstätten hat sich zum Ziel gesetzt, die Gedenkstätten als Zeugen für die Verbrechen des Nationalsozialismus zu erhalten und zu gestalten.
Der Stiftungsdirektor im Ehrenamt ist seit 2007 Karl Freller MdL, Vizepräsident des Bayerischen Landtags a. D.